# 喀哩
喀哩（羅馬拼音：Keli），是臺灣臺中市烏日區的一個傳統地域名稱，位於該區東南部。相較於今日行政區，其範圍大致包括螺潭里東南部凸出部分、北里里、南里里、溪尾里東部近邊界地帶中南段。

## 歷史
台灣清治末期至日治初期，喀哩地區為一街庄，稱為「喀哩庄」，隸屬於貓羅堡。該庄北與溪心垻庄為鄰，東北與吳厝庄為鄰，東及東南與丁臺庄為鄰，南邊為下茄荖庄，西邊為同安厝庄。
1901年（日治明治三十四年）11月，全台廢縣廳改設二十廳，該庄隸屬於臺中廳。1903年（明治三十六年）6月，該庄編入「溪心垻區」，隸屬於臺中廳。1909年（明治四十二年）10月，合併二十廳為十二廳，溪心垻區隸屬不變。1920年（大正九年），全台地方制度大改正，廢十二廳改設五州二廳，該庄改制為「喀哩」大字，隸屬於臺中州大屯郡烏日庄。
戰後烏日庄改制為烏日鄉，隸屬於臺中縣，大字亦改制為村。1950年10月，中、彰、投分治，烏日鄉仍隸屬臺中縣。2010年12月，臺中縣市合併為直轄臺中市，烏日鄉改制為烏日區，村亦改制為里。

## 聚落
本地區發展較早的聚落有石螺潭、喀哩、松仔腳、四股等，在日治期初期的官方地圖上已有記載。此外，本地區尚有錦埔聚落。

## 交通
國道3號是貫穿台灣西部的兩條縱向高速公路之一，大致先以西北—東南走向轉西北西—東南東走向蜿蜒經過本地區北端，並在境內與環中路八段交會處設有烏日交流道，由此可快速前往台灣西部各地。
市道127號（溪南路）是大雅至霧峰的道路，大致以北北東—南南西走向轉北北西—南南東走向再轉西北—東南走向再繞彎道轉西南西—東北東走向經過本地區北部、中部及東部。由該道路向北北東轉北北西再轉西北可前往烏日市區、南屯、西屯、大雅並止於省道台1乙線路口，向東北東可前往吳厝南部、柳樹湳、霧峰並止於省道台3線路口。
區道中111線（太明路成豐巷、溪南路三段345巷、溪南路三段418巷）是東園至北勢的道路，大致以北北西—南南東走向經市道127號路口後，轉東向西經區道中116線路口後，轉南再轉西南西再轉南南東經過本地區東部及南部。由該道路向北北西可前往溪心垻南部並止於市道127號路口，向南南東轉東北東可前往丁臺的北勢聚落並止於區道中116線路口。
區道中116線（溪南路二段～三段）是溪南至萬豐的道路，其西側端點位於本地區中部偏西北的市道127號路口。由此向南南東經區道中111線路口後續行出境，可前往丁臺、萬斗六並止於省道台3線路口。

## 學校
- 臺中市烏日區喀哩國民小學